# Tachiramantis
Tachiramantis es un género de ranas de la familia Craugastoridae. Se distribuyen por el norte de Sudamérica (Colombia y Venezuela).

## Especies
Se reconocen las tres siguientes según ASW:
- Tachiramantis douglasi (Lynch, 1996)
- Tachiramantis lentiginosus (Rivero, 1984)
- Tachiramantis prolixodiscus (Lynch, 1978)